# Sturgeon (Pennsylvania)
Sturgeon è un census-designated place (CDP) degli Stati Uniti d'America, situato nello stato della Pennsylvania, nella contea di Allegheny.